# Санкт Ульріх
Санкт Ульріх (St. Ulrich) — історична місцевість у Відні (Австрія), в районі Нойбау.

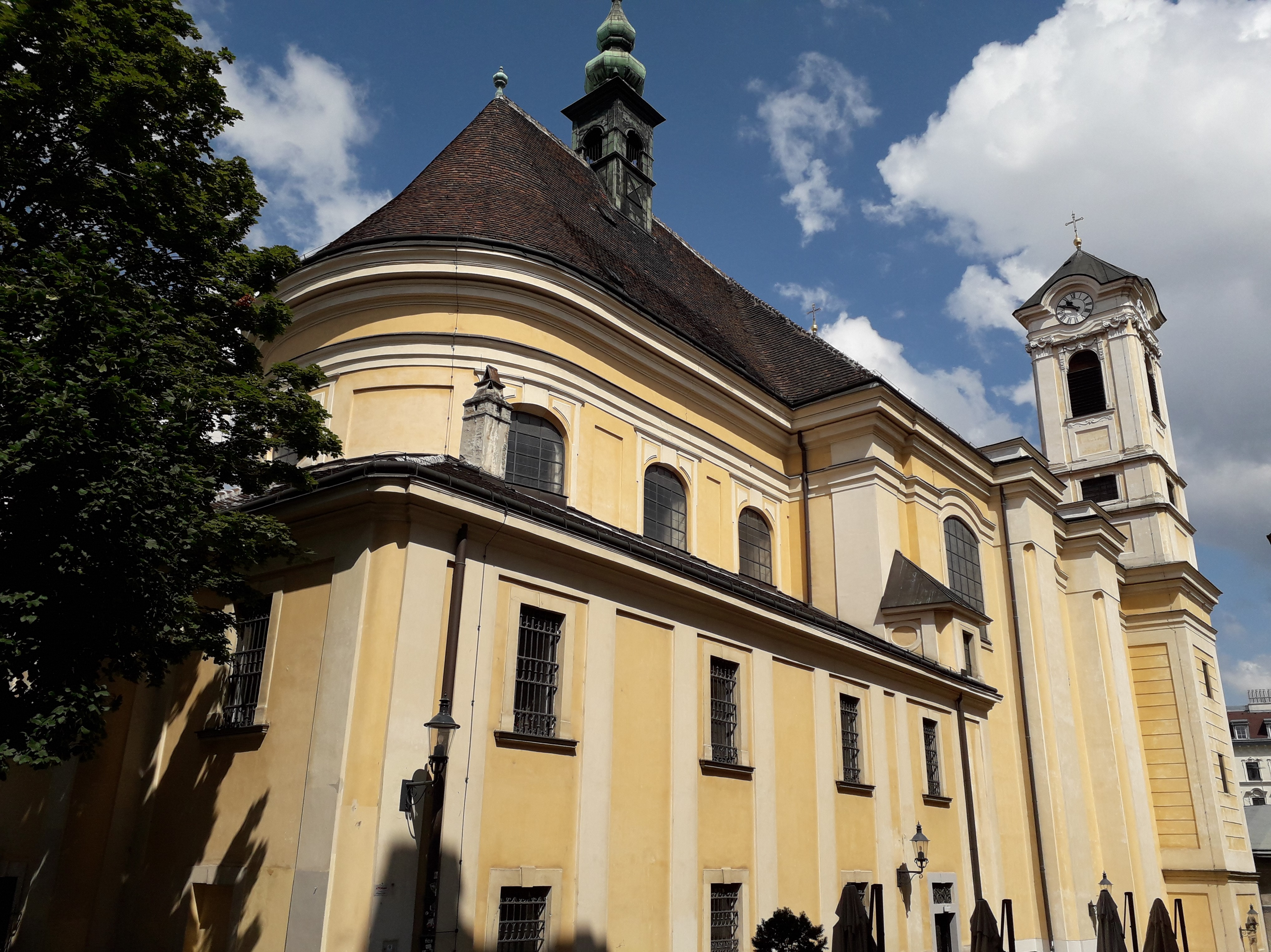
Церква Св. Ульріха, Відень, 2019 рік.

## Історія
Середньовічне поселення поступово перетворилося в XIV–XV ст. на велике передмістя біля Відня, об’єднавшись навколо парафії Св. Ульріха. У 1481, 1654, 1679 і 1713 передмістя Санкт Ульріх потерпало від епідемій чуми. В часи реформації це передмістя було важливим осередком протестантів. Під час облоги Відня в 1683 р. тут розташовувалися частини османського війська великого візира Кари-Мустафи. У серпні 1835 р. велика пожежа знищила майже всю забудову місцевості Санкт Ульріх, уціліли переважно церква Св. Ульріха та кілька прилеглих будинків.

## Церква Св. Ульріха (Ulrichkirche)
Церква на честь Св. Ульріха діяла на цьому мсці з XV ст., відтоді неодноразово була зруйнована. За деякими переказами, в 1683 р. в церкві Св. Ульріха був склад османських боєприпасів, а її вежа слугувала спостережним пунктом для османських вояків або й особисто для головнокомандувача, Кари-Мустафи. Будівлю храму з двома вежами, яку можна бачити й нині, побудовано в 1721–1724 рр., а вежі — в 1752–1771 роках. Крім того, значні реставраційні роботи велися час від часу в ХIX–XXI роках.

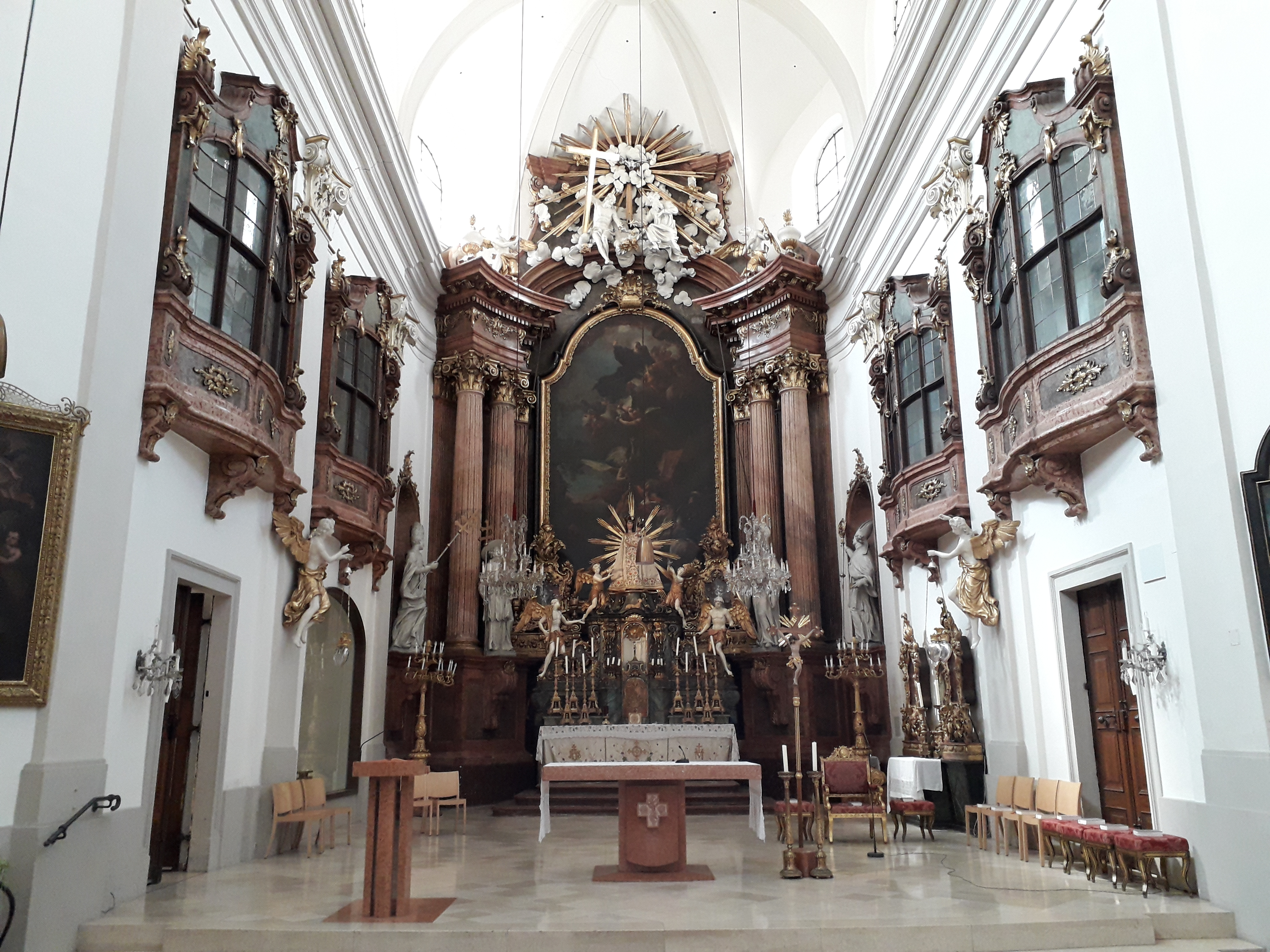
Інтер'єр церкви Св. Ульріха у Відні, 2019 рік.

## Видатні особистості
У 1825 р. у місцевості Санкт Ульріх народився всесвітньо відомий «король вальсу» — австрійський композитор і диригент Йоганн Штраус.